# Эванс, Фейт
Фейт Рене Э́ванс (англ. Faith Renee Evans; р. 10 июня 1973) — американская певица, автор песен и музыкальный продюсер, сыграла несколько ролей в кино и телесериалах, написала автобиографию.

## Биография

### Ранние годы
Эванс родилась 10 июня 1973 года в городе Лейкленд во Флориде, выросла в Ньюарке. В два года она начала петь в церковном хоре, в старшей школе участвовала в музыкальных постановках, была прилежной ученицей и получила полную стипендию в Фордхемском университете. Эванс занималась джазовым и классическим пением. Проучившись год, она бросила университет ради музыкальной карьеры.

### Первый коммерческий успех
Поиски работы не заняли много времени, и следующие несколько лет Фейт Эванс подпевала, а порой и сама писала песни для Hi-Five, Mary J. Blige, Pebbles, Al B. Sure!, Usher, Tony Thompson и Christopher Williams. В 1994 году её заметил Шон Комбс и подписал на свой лейбл Bad Boy Records. Благодаря сотрудничеству с основной командой продюсеров Bad Boy Records, The Hitmen, дебютный альбом певицы «Faith» был выпущен уже в 1995 году. На волне успеха синглов «You Used To Love Me» и «Soon As I Get Home» продажи альбома превысили миллион экземпляров.

### Личная жизнь
В 1992—1993 годы Фейт встречалась с музыкальным промоутером Кияммой Гриффином. У бывшей пары есть дочь — Чайна Гриффин (род. 01.04.1993).
В 1994—1997 годы Фейт была замужем за рэпером The Notorious B.I.G.; в этом браке стала вдовой после того, как муж был убит. В этом браке у Эванс родился сын — Кристофер Джордан Уоллес (род. 29.10.1996).
В 1997—2012 годы Фейт была замужем за исполнительным продюсером Тоддом Руссо. У бывших супругов есть два сына — Джошуа Руссо (род. 08.06.1998) и Райдер Эван Руссо (род. 22.03.2007).
С 17 июля 2018 года Фейт замужем в третий раз за музыкальным продюсером Стиви Джеем, с которым она встречалась 2 года до их свадьбы.

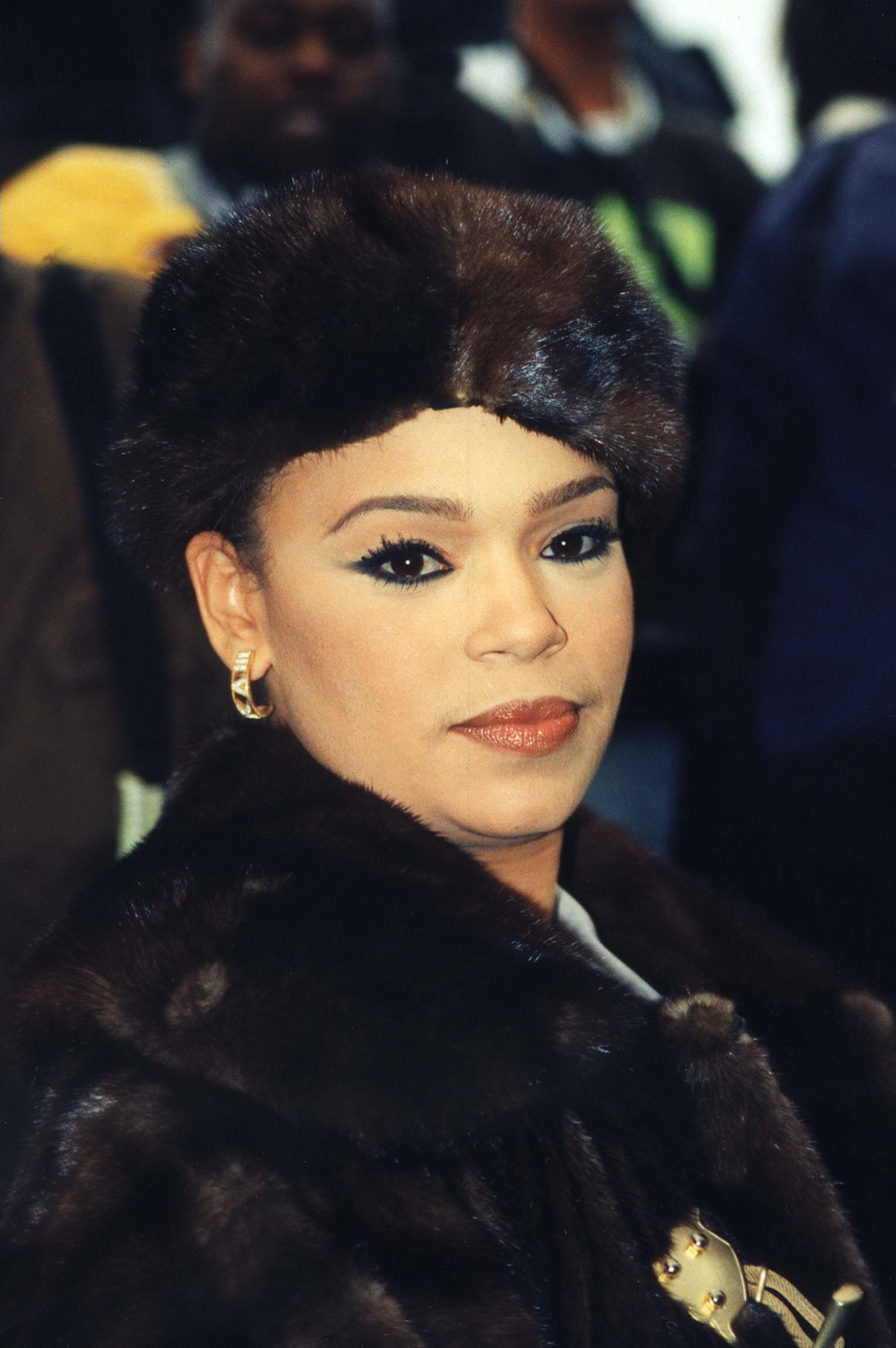
Фейт Эванс (1998)

## Дискография
- Faith (1995)
- Keep The Faith (1998)
- Faithfully (2001)
- The First Lady (2005)
- A Faithful Christmas (2005)
- Something About Faith (2010)
- R&B Divas (2012)
- Incomparable (2014)